# 170 v. Chr.
Portal Geschichte | Portal Biografien | Aktuelle Ereignisse | Jahreskalender | Tagesartikel

◄ |
3. Jahrhundert v. Chr. |
2. Jahrhundert v. Chr. |
1. Jahrhundert v. Chr. |
►

◄ | 190er v. Chr. | 180er v. Chr. | 170er v. Chr. | 160er v. Chr. |
150er v. Chr. |
►

◄◄ | ◄ | 173 v. Chr. | 172 v. Chr. | 171 v. Chr. | 170 v. Chr. |
169 v. Chr. |
168 v. Chr. |
167 v. Chr. |
► |
►►
Staatsoberhäupter

## Ereignisse

### Politik und Weltgeschehen

#### Nordafrika und Asien
- Beginn des Jahres: Pharao Ptolemaios VI. von Ägypten wird für volljährig erklärt. Er erklärt seine Gattin und Schwester Kleopatra II. zur Mitregentin und seinen jüngeren Bruder Ptolemaios VIII. zum Mitregenten. Wenig später kommt es zum Sechsten Syrischen Krieg zwischen Ägypten und dem Seleukidenreich unter Antiochos IV., der vermutlich seinen Neffen und Mitregenten gleichen Namens im August beseitigen lässt.

- Nach dem Tod des Phriapatios wird sein Sohn Phraates I. Herrscher des Partherreichs. Er beginnt mit Angriffen auf das Seleukidenreich.

#### Europa
- Unter dem glücklosen Aulus Hostilius Mancinus gelingt den Römern im Dritten Makedonisch-Römischen Krieg kein Raumgewinn. Unterdessen schließt Perseus von Makedonien einen Separatfrieden mit Genthios von Illyrien. Dieser ist sich nach dem ersten Bruch mit Perseus zu Beginn des Krieges bewusst, dass die Römer ihn künftig nicht mehr als gleichberechtigten Bündnispartner ansehen werden, und entschließt sich, sich auf die Seite des vermeintlich künftigen Siegers zu stellen. Epirus wechselt ebenfalls auf die Seite des Perseus.
- Cincibilus, König von Noricum, schließt einen Freundschaftsvertrag mit den Römern.

### Wissenschaft und Technik

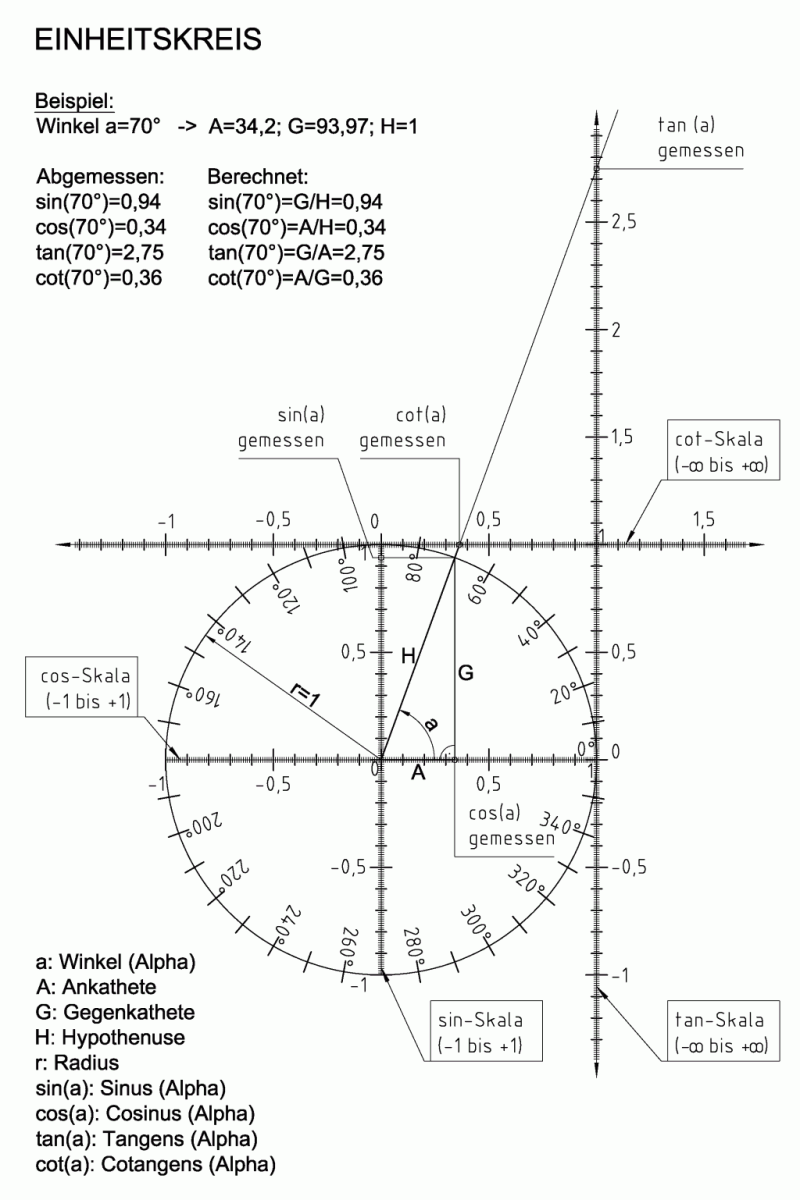

- Hypsikles von Alexandria („Anaphorikos“) erstellt eine Gradeinteilung des Kreises in 360 Winkelgrade. Damit legt er die Grundlage für die Trigonometrie in ihrer Vorform, der Chordenrechnung.

## Geboren
- um 170 v. Chr.: Lucius Accius, römischer Tragödiendichter († um 90 v. Chr.)

## Gestorben
- August: Antiochos, Mitherrscher seines Onkels Antiochos IV. im Seleukidenreich

- Gaius Livius Salinator, römischer Politiker und Heerführer (* um 234 v. Chr.)
- Phriapatios, Herrscher des Partherreichs